# Черняховское городское поселение
Черняхо́вское городско́е поселе́ние — упразднённое муниципальное образование в составе Черняховского района Калининградской области. Административный центр поселения город Черняховск.

## География
Площадь поселения 10200 га.

## История
Черняховское городское поселение образовано 30 июня 2008 года в соответствии с Законом Калининградской области № 262.
1 января 2016 года законом Калининградской области от 21 октября 2015 года все муниципальные образования Черняховского муниципального района преобразованы в Черняховский городской округ.

## Население
| 2010   | 2012    | 2013    | 2014    | 2015    | 2016    |
| ------ | ------- | ------- | ------- | ------- | ------- |
| 41 073 | ↘40 206 | ↘39 155 | ↘38 539 | ↘38 103 | ↘37 604 |

## Состав городского поселения
В состав городского поселения входят 6 населённых пунктов
- Загородное (посёлок) — 38[5]
- Красновка (посёлок) — 102[5]
- Петрозаводское (посёлок) — 21[5]
- Тимофеевка (посёлок) — 440[5]
- Черняховск (город, административный центр) — 35 705[10]
- Шоссейное (посёлок) — 23[5]